# Aureal
Aureal Semiconductor fue una empresa fabricante de componentes electrónicos, conocida en los mediados de la década de 1990 por sus tecnologías para tarjetas de sonido, incluyendo A3D, y la línea de audio Vortex. La compañía era la reencarnación de la empresa en bancarrota Media Vision Technology, desarrolladora y fabricante de periféricos multimedia como el
Pro Audio Spectrum 16.
Aureal fue adquirida por la empresa de Singapur Creative Labs, una competidora en la industria del sonido de la PC, luego de una larga batalla legal en torno a infracción en unas patentes.